# Вукович, Драго
Драго Вукович (хорв. Drago Vuković, родился 3 августа 1983 года в Сплите) — хорватский гандболист, разыгрывающий. Олимпийский чемпион 2004 года в составе сборной Хорватии., вице-чемпион Европы 2008 и 2010 годов, бронзовый призёр Олимпийских игр 2012 года, чемпионата мира 2013 и чемпионата Европы 2012 года. Брат-близнец футболиста Андрии Вуковича из футбольного клуба «Сплит».

## Достижения

### Клубные
- Чемпион Хорватии: 2003, 2004, 2005, 2006
- Победитель Кубка Хорватии: 2003, 2004, 2005, 2006
- Финалист Кубка Германии: 2009
- Финалист Кубка ЕГФ: 2009
- Обладатель Кубка обладателей кубков: 2010, 2011

### В сборной
- Олимпийский чемпион: 2004
- Бронзовый призёр Олимпийских игр: 2012
- Серебряный призёр чемпионата мира: 2005
- Бронзовый призёр чемпионата мира: 2013
- Серебряный призёр чемпионата Европы: 2008, 2010
- Бронзовый призёр чемпионата Европы: 2012

## Статистика
Статистика Драго Вуковича в сезоне 2017/18 указана на 5.6.2018
| Сезон        | Клуб          | Лига       | Матчи | Голы | 7-метр | Голы |
| ------------ | ------------- | ---------- | ----- | ---- | ------ | ---- |
| 2008/09      | Гуммерсбах    | Бундеслига | 34    | 86   | 0      | 86   |
| 2009/10      | Гуммерсбах    | Бундеслига | 33    | 146  | 0      | 146  |
| 2010/11      | Гуммерсбах    | Бундеслига | 33    | 153  | 0      | 153  |
| 2011/12      | ТуС-Н-Люббеке | Бундеслига | 29    | 107  | 0      | 107  |
| 2012/13      | ТуС-Н-Люббеке | Бундеслига | 27    | 105  | 0      | 105  |
| 2013/14      | ТуС-Н-Люббеке | Бундеслига | 28    | 96   | 0      | 96   |
| 2014/15      | ТуС-Н-Люббеке | Бундеслига | 34    | 142  | 0      | 142  |
| 2015/16      | Фюксе Берлин  | Бундеслига | 32    | 106  | 0      | 106  |
| 2016/17      | Фюксе Берлин  | Бундеслига | 16    | 17   | 0      | 17   |
| 2017/18      | Фюксе Берлин  | Бундеслига | 29    | 14   | 0      | 14   |
| 2008-по н.в. | Итого         | Бундеслига | 295   | 975  | 0      | 975  |